# Pseudochondracanthus pseudorhombi
Pseudochondracanthus pseudorhombi is een eenoogkreeftjessoort uit de familie van de Chondracanthidae. De wetenschappelijke naam van de soort is voor het eerst geldig gepubliceerd in 1939 door Yamaguti.